# Volker Ohl
Volker Ohl (* 27. April 1950 in Darmstadt-Arheilgen) ist ein ehemaliger deutscher Stabhochspringer.
Bei den Olympischen Spielen 1972 in München und bei den Leichtathletik-Halleneuropameisterschaften 1974 in Göteborg wurde er jeweils Sechster.
1970 und 1973 wurde er Deutscher Meister, 1972 Vizemeister. 1974 wurde er Deutscher Hallenmeister.
Seine persönliche Bestleistung von 5,31 m stellte er am 20. Juni 1972 in Bochum auf.
Volker Ohl startete für die SG Arheilgen.